# Адан, Антуан
Антуа́н Адан (фр. Antoine Adam; 1899—1980) — французский историк литературы, профессор.

## Биография
Окончил Лилльский университет. В период с 1935 по 1950 год работал там же в должности профессора французской литературы, где в 1936 получил учёную степень доктора словесности. С 1954 года — профессор Сорбонны, где занимал кафедру новейшей и современной французской литературы. 
Его труд «История французской литературы XVII века» (фр. Histoire de la littérature française au 17 siècle, t. 1—5, 1948—1956) признан одним из крупнейших достижений французского литературоведения XX века. Эта работа была направлена против узких представлений академической науки о художественной культуре XVII века. Огромный фактический материал обобщён здесь в свете патриотической и гуманистической. концепции. В исследовательском методе автора воздействие позитивистской описательности сочетается с проявлениями глубокого историзма. 
Для Адана как для учёного были характерны широкий круг научно-художественных интересов, охватывающих различные аспекты французской литературной и общественной мысли XVII—XX веков, острота художественного анализа, разносторонность исследовательских приёмов. Известностью пользовались осуществлённые им критические издания произведений Шарля де Монтескьё, Оноре де Бальзака, Шарля Бодлера, Артюра Рембо и других. Выступал на страницах периодических изданий «Les Lettres françaises» и «Europe».